# 国近斉
国近 斉（くにちか ひとし、1962年 - ）は、山口県出身の引きこもり支援活動家。約40年間の引きこもりを経験したとされている。

## 経歴
幼い頃から人づきあいが苦手な性格であったという。
高校受験では友人に誘われる形で地元の進学校を受験。自分は合格したが、友人は不合格だった。
高校2年時に勉強に付いていけず退学。
その後しばらく、友人や親戚の誘いで新聞配達や造船所にて働くが、やがて自宅に引きこもるようになった。
40代後半のとき、母親が亡くなる。その3年後、父親が血液のがんで急逝。

両親の死後、55歳時にNPO法人「ふらっとコミュニティ」（山口県宇部市）への相談を機に引きこもりを脱した。
次第にテレビ局等の報道機関に多く報道されるようになり、多くの人々に存在を知られるようになった。
2021年から2年間は、町内の自治会長を引き受けた。
現在はハウスクリーニングの仕事をこなす傍ら、自らの経験を活かし、引きこもり支援活動家としても積極的に活動している。